# متزلجات البحر
الهالوبات أومتزلجات البحر (الاسم العلمي: Halobates)، جنس يضم أكثر من 40 نوعًا من حشرات الماء. معظم أنواع حشرات الهالوبات ساحلية وتوجد عادةً في الموائل البحرية المحمية (وهي الموائل التي تعيش فيها أيضًا بعض أجناس حشرات الماء الأخرى)، ولكن خمسة منها تعيش على سطح المحيط المفتوح ولا توجد قرب الساحل إلا عندما تدفعها العواصف إلى الشاطئ. هذه هي الحشرات البحرية الوحيدة المعروفة بحق. توجد في الموائل البحرية الاستوائية وشبه الاستوائية حول العالم، مع تسجيل نوع واحد في الأنهار على بعد بضعة كيلومترات من المحيط. حشرات الهالوبات شائعة جدًا بشكل عام.
جُمعت عيناتها لأول مرة من قبل يوهان فريدريش فون إيششولتز، وهو طبيب كان جزءًا من بعثة روسية على متن السفينة روريك بين عامي 1815 و1818.
عُثر على نوع واحد أحفوري H. ruffoi في رواسب عمرها 45 مليون سنة في فيرونا بإيطاليا.
تشمل الأقارب المقربين لهذا الجنس Austrobates وAsclepios.